# جوزيف باير
جوزيف باير (بالإنجليزية: Joseph Bayer)‏ هو سياسي أمريكي، ولد في 1846، وتوفي في 1900 بسبب السكري.